# Ailton Ferraz
Ailton dos Santos Ferraz (Rio de Janeiro, 19 de janeiro de 1966) é um ex-futebolista brasileiro que atuava como meia. Atualmente, é auxiliar-técnico do Fluminense.

## Carreira

### Como jogador
Oriundo das divisões de base do Olaria, Ailton começou sua carreira profissional no Flamengo, aonde jogou entre 1985 e 1991. Atuou no meio-de-campo e, juntamente com Zico, Andrade e Zinho, participou da vitoriosa campanha rubro-negra na Copa União (Módulo Verde) de 1987. Mais tarde, ainda teve o privilégio de atuar ao lado de Júnior, outro craque da história do Flamengo, conquistando então a Copa do Brasil de 1990.
Cinco anos mais tarde, depois de despercebidas passagens pelo Guarani e Japão, passou a atuar no Fluminense.
Aí, na decisão do Campeonato Carioca de 1995, contra o Flamengo, por uma ironia do destino, foi o autor da jogada que, a três minutos do final da partida, resultou no famoso gol de barriga de Renato Gaúcho, garantindo o título ao Fluminense.
Deixando o Fluminense, foi jogar no Grêmio, aonde sua estrela voltou a brilhar, uma vez mais, em uma decisão de campeonato.
Ailton, que havia sido reserva do Grêmio durante a maior parte do Campeonato Brasileiro de 1996, entrou na grande final, contra a Portuguesa, e aos 40 minutos do segundo tempo, foi o autor do gol do título gremista.
Em 1997, transferiu-se para o Botafogo e, sob o comando de Joel Santana, ganhou o Carioca daquele ano. Mas depois do Botafogo, perambulou por Ponte Preta, Cabofriense, Madureira. Jogou também no Clube do Remo em 1999 onde fez o gol do título do Campeonato Paraense daquele ano em cima do maior rival (Paysandu).
Finalmente, encerrando sua carreira, atuou pelo União São João e Paraná, até despedir-se dos gramados, em 2002, jogando pelo Uberlândia, na Terceira Divisão do Campeonato Brasileiro.

### Como treinador

#### América-RJ
Em 2006, começou sua carreira de treinador no América-RJ como auxiliar de Jorginho onde classificou o time nos dois turnos do campeonato carioca, conseguindo para o time uma vaga para a Copa do Brasil.
Em 2007, Ailton iniciou sua carreira de treinador de futebol, à frente do América-RJ. Fez um bom trabalho, deixando o América na sétima posição, o que credenciou o time a uma vaga na Série C.

#### Outros clubes
Já na temporada seguinte, Ailton começou o ano dirigindo a Cabofriense, durante o Campeonato Carioca. Em outubro de 2008, o treinador assumiu o comando do Volta Redonda, para a disputa da temporada 2009. No ano de 2010, assume o comando do Resende para a disputa do Estadual do mesmo ano e em maio do mesmo assume o comando do Duque de Caxias para a disputa da Série B, mas saiu devido aos maus resultados na competição. Em seguida, voltou a ser auxiliar-técnico de Jorginho, no Goiás, Figueirense, Kashima Antlers e Flamengo.

#### Resende e América-RJ (segunda passagem)
Em 2014, Ailton largou de ser assistente técnico de Jorginho para voltar a ser treinador, onde retorna como comandante do Resende para a disputa do Estadual do mesmo ano. Ainda nesse ano, reasssumiu o comando do América-RJ.

#### Resende (terceira passagem)
No início de 2015, comandou o Audax Rio, durante boa parte da Série B do Carioca 2015 e em julho do mesmo ano, retorna pela terceira vez ao comando do Resende.

#### Tupi
Em fevereiro de 2017 assume o Tupi, para continuação do Campeonato Mineiro.

#### Fluminense (como auxiliar)
No dia 6 de janeiro de 2021, estreiou de forma interina no comando técnico do Fluminense, já que o técnico principal, Marcão, testou positivo para Covid-19 e venceu o Flamengo de virada por 2 x 1 no Maracanã, em partida válida pelo Campeonato Brasileiro de 2020.

## Títulos

### Como jogador
Flamengo
- Campeonato Carioca: 1986 e 1991
- Taça Guanabara: 1988 e 1989
- Taça Rio: 1985, 1986 e 1991
- Copa Rio: 1991
- Copa União (Módulo Verde): 1987
- Copa do Brasil: 1990

Fluminense
- Campeonato Carioca: 1995

Grêmio
- Campeonato Brasileiro: 1996
- Recopa Sul-Americana: 1996
- Campeonato Gaúcho: 1996
- Copa Internacional Renner: 1996
- Troféu Agrupación Peñas Valencianas: 1996

Botafogo
- Campeonato Carioca: 1997
- Taça Guanabara: 1997
- Taça Rio: 1997

Remo
- Campeonato Paraense: 1999